# Модульний контроль
Мо́дульний контро́ль — це різновид контрольних заходів, який проводиться з метою оцінки результатів навчання студентів на визначених його етапах, а також для встановлення зворотного зв'язку між викладачем, його якістю викладання і рівнем знань і умінь студентів.
Це підсумкова оцінка якості засвоєння студентом теоретичного і практичного матеріалу певного модуля дисципліни — задокументованої завершеної частини освітньо-професійної програми з окремо взятої навчальної дисципліни, що реалізується
відповідними формами навчального процесу.
Модульний контроль здійснюється в формі виконання студентом контрольної роботи, тесту, колоквіуму тощо згідно із затвердженим графіком. Форма проведення модульного контролю визначаються відповідною кафедрою.